# Shockers
Shockers (ショッカーズ Shokkāzu?) es un equipo de animación japonés perteneciente a la Universidad de Waseda. Fundado en 2004, ha ganado reconocimiento por ser el primer equipo en componerse exclusivamente de miembros masculinos en Japón. El grupo ha participado en numerosas competiciones nacionales como internacionales, ganando el primer lugar en el The U.S. Finals de 2015. Originalmente formado por doce miembros, el número de integrantes ha variado acorde a los años y actualmente se compone de quince miembros. 
En 2006, Shockers fue artista invitado en el programa de variedades G no Arashi del grupo Arashi, siendo esta su primera aparición en televisión. En 2017, el grupo nuevamente apareció en otro programa de Arashi, Arashi ni Shiyagare. En ambas ocasiones, los miembros de Shockers actuaron como instructores de los miembros de Arashi. 
El grupo participó en el Honolulu Festival de 2014, en Honolulu, Hawái, y ha dado origen a una novela escrita por Ryō Asai titulada Cheer Boys!!, publicada entre 2010 y 2013. Dicha novela fue adaptada a una serie de manga y anime en 2016, a una obra teatral en el mismo año y a una película de imagen real estrenada el 10 de mayo de 2019. Los actores de la película fueron instruidos en el área de la animación por los propios miembros de Shockers.